# Sarnowo (powiat nidzicki)
Sarnowo (niem. Scharnau) – wieś w Polsce położona w województwie warmińsko-mazurskim, w powiecie nidzickim, w gminie Kozłowo.
W latach 1975–1998 miejscowość należała administracyjnie do województwa olsztyńskiego.
W dniu 3 lipca 1967 o godz. 13:13 w pobliżu wsi Sarnowo (według niektórych źródeł w pobliżu wsi Kozłowo) doszło do katastrofy kolejowej. W wyniku wykolejenia czterech wagonów zginęło 7 osób, w tym cztery kobiety, jeden mężczyzna i dwoje dzieci (4-letni chłopiec i 13-letnia dziewczynka), a 47 osób zostało rannych (w tym 5 ciężko). Wśród rannych był ks. Marian Jaworski - późniejszy Metropolita Lwowski, który w wyniku wypadku stracił rękę